# Ileana Cotrubaș
Ileana Cotrubaș (n. 9 iunie 1939, Galați, România) este o soprană română, a cărei carieră s-a desfășurat între anii 1960–1990. A fost admirată pentru talentul actoricesc și pentru ușurința cu care cânta operă în diverse limbi.

## Biografie
Cotrubaș s-a născut în Galați, crescând într-o familie cu tradiție muzicală: tatăl, Vasile fiind tenor într-un cor de amatori. Cariera muzicală a început-o la vârsta de nouă ani, când a devenit membru al Corului de Copii al Radiodifuziunii Române. La vârsta de unsprezece ani, cânta ca solistă.
În 1952 s-a mutat la București pentru a studia la Școala Specială de Muzică, școală pentru cei cu aptitudini speciale. Cotrubaș a debutat pe scena  Operei din București la vârsta de 24 de ani (1963), după care a urmat succesul artistic din travestiul  Yniold din Pelléas et Mélisande de Debussy în 1964. Repertoriul ei s-a îmbogățit cu roluri ca Oscar din Bal mascat, Gilda din Rigoletto și Blondchen din Răpirea din Serai aparând în diferite producții din toată Europa.
Căsătorită cu Manfred Ramin din 1972.

## Competiții, concursuri, recunoaștere
În 1965 Cotrubaș a câștigat o competiție importantă la  Hertogenbosch, Olanda unde a câștigat premiul I la operă, lied și oratoriu.
Anul următor a câștigat o competiție radio-televizată la München. Aceste premii, împreună cu marele succes obținut în rolul Paminei la Bruxelles i-au adus apariții la Opera de stat din Viena, Opera de stat din Hamburg, Opera de stat din Berlin și Salzburger Festspiele, obținând un contract cu opera din Frankfurt.
Anul 1969 a adus debutul în Marea Britanie, la Glyndebourne ca Mélisande, unde a cântat două stagiuni rolul principal din Calisto de Cavalli. Debutul la Royal Opera House, Covent Garden a avut loc în 1971, cu Tatiana din Evgheni Oneghin de Ceaikovski.
În anul 1970 Ileana Cotrubaș a semnat un contract pe trei ani cu Opera de Stat din Viena. În perioada petrecută la Viena, soprana a debutat în Susanna din Nunta lui Figaro, Zerlina din Don Giovanni, Violeta din Traviata, Mimi din Boema și Sophie din Cavalerul Rozelor.
Anul 1973 i-a adus debutul american la Lyric Opera of Chicago, interpretând rolul Mimi.
Pentru Ileana Cotrubaș un succes de răsunet internațional a venit pe 7 ianuarie 1975 când a fost chemată în ultimul minut la Scala din Milano pentru a o înlocui pe Mirella Freni în Mimi din Boema de Giacomo Puccini. Cotrubaș a zburat cu avionul din Kent unde locuia, reușind să ajungă la spectacol cu doar un sfert de oră înaintea ridicării cortinei. Interpretarea sa a fost primită cu entuziasm de către critici și spectatori deopotrivă.
Cotrubaș a debutat la Metropolitan Opera din New York pe 23 martie 1977 în Mimi, avându-i ca parteneri pe José Carreras și Renata Scotto. La Metropolitan Opera, Cotrubaș a cântat cinci roluri: Mimi în Boema de Giacomo Puccini, Violeta în Traviata de Giuseppe Verdi (spectacolul din 28 martie 1981, alături de Placido Domingo și Cornell MacNeil fiind televizat), Gilda în Rigoletto (spectacol televizat pe 7 noiembrie 1977, alături de Plácido Domingo), Ilia în Idomeneo de Mozart (în premiera Operei Metropolitan), Tatiana în Evgheni Oneghin de Ceaikovski și Mihaela în Carmen de Georges Bizet, rol pe care l-a cântat în ultima sa apariție într-un spectacol de operă la Metropolitan din 26 martie 1987. La Metropolitan a avut 50 de apariții; a cântat în a doua gală a centenarului Operei Metropolitan pe 22 octombrie 1983 și la aniversarea a 25 de ani de carieră la Metropolitan a celebrului dirijor și mai apoi director al Metropolitanului James Levine, pe 27 aprilie 1996 (aceasta fiind și ultima ei apariție pe celebra scenă newyorkeză).

## Exigență profesională
Soprana română este bine cunoscută pentru exigența sa profesională manifestată atât în relația cu regizorii cât și față de colegi. În câteva ocazii - Evgheni Oneghin la Viena în 1973 sau Don Pasquale la Metroplolitan în 1980 - Ileana Cotrubaș a părăsit fără ezitare producția când nu a fost de acord cu viziunea regizorilor.
Ileana Cotrubaș s-a retras de pe scenă în anul 1990, însă a continuat să predea, ținând cursuri de măiestrie și sfătuind tineri promițători printre care și Elena Tsallagova.